# Baliesthes alboguttatus
Baliesthes alboguttatus är en skalbaggsart som först beskrevs av Leon Fairmaire 1885.  Baliesthes alboguttatus ingår i släktet Baliesthes och familjen långhorningar. Inga underarter finns listade.